# توم والش (لاعب كرة قاعدة)
توم والش (بالإنجليزية: Tom Walsh)‏ هو لاعب كرة قاعدة أمريكي، ولد في 28 فبراير 1885 في دافنبورت في الولايات المتحدة، وتوفي في 16 مارس 1963 في نيبلز في الولايات المتحدة.